# Proconsul
A proconsul az ókori Róma olyan magistratusa (tisztviselője), aki a consul távollétében kapott megbízást egy provincia kormányzására vagy egy hadsereg vezetésére. Többnyire maga is volt consul, akinek consularis imperiumát (főhatalmát) egy évre meghosszabbították (pro consule imperium).

## Hadseregparancsnok
Első említése i. e. 326-ból való, amikor meghosszabbították Publilius Philo consuli hatalmát. Scipio is 11 évig rendelkezett pro consule imperiummal a második pun háború idején. 

## Helytartó
A köztársaság vége felé a provinciák annyira megszaporodtak, hogy a helytartókul kinevezett praetorok nem voltak elegendően; ekkor a lelépő consulok is proconsuli címmel vettek át egyes provinciákat, eleinte közvetlenül a consulságot követő évben, később (egy i. e. 53-ban hozott senatusi határozat értelmében) csakis öt év elteltével. Ennek következtében gyakran összetévesztik a proconsult a propraetorral, és fokozatosan a provinciák összes helytartóját a proconsuli címmel illetik, ha voltak consulok vagy praetorok, ha nem.
Augustus a saját hatáskörében megtartott provinciákban imperium proconsulareval rendelkezett, míg helytartói ugyanitt a legatus Augusti pro praetore provincii címmel és hatalommal voltak felruházva. A senatus irányítása alá tartozó provinciákban viszont ezentúl volt consulok és praetorok egyaránt proconsul'i címmel tevékenykedtek.  Rangjuk azonban továbbra is consuli vagy praetori volt (consularis, praetorius). A két consularis provincia Africa és Asia lett. 
A proconsul a provinciába lépés első napjától volt hivatalban. Elődjének az ettől számított harminc nap alatt el kellett hagynia a provinciát, neki magának pedig hűtlensége terhe alatt nem volt szabad onnan távoznia. Itt a proconsul bizonyos tekintetben korlátlan jogokat gyakorolt, mindössze a provinciában élő római polgároknak volt meg az a joguk, hogy esetleges visszaélések ellen Rómában keressenek orvoslást.
Ha az általa kormányzott provinciában különös érdemeket szerzett magának, szobrot állítottak neki, sőt templomot is emeltek emlékének és a szenátushoz hálaadó feliratot menesztettek (laudationes). 
A császárság korában a proconsuli tisztség már tisztán közigazgatási jellegű, a katonai ügykör megszűnik.